# Tana (mamifer)
Tana  (Tupaia tana) este un mamifer frugivor și insectivor, din familia tupaidelor, care trăiește în Sumatra și Borneo.

## Descrierea
Au o talie relativ mare. Lungimea cap + trunchi de 22 cm; Lungimea cozii de 18 cm. Greutatea corpului 198 g. 
Blana pe spate de culoare brun-roșcată sau brun închisa iar pe abdomen portocaliu- roșcată sau roșu-ruginie. Au o dungă distinctă pe fiecare umăr de culoare gălbuie și altă dungă mediană de-a lungul spatelui brun  închisă sau neagră. Anterior, această dungă dorsală este mai nedeslușită și este evidențiată de zone palide pe fiecare parte. 
Coada este stufoasă și mai mică decât lungimea cap + trunchi.  Botul destul de alungit; canini bine dezvoltați. 
Picioarele au aproximativ aceeași lungime, sunt pentadactile și prevăzute cu gheare încovoiate, alungite și puternice.

## Răspândirea
Tana  este răspândită în Borneo, Sumatra și în mai multe insule din apropiere.

## Habitatul
Trăiește în păduri tropicale umede veșnic verzi.

## Comportamentul
Este o specie diurnă și, în principal, terestră.

## Hrana
Hrana o căuta de obicei pe sol, adulmecând prin litieră și scormonind sub ea.
Hrana include în principal fructe căzute și în mare parte diverse artropode: gândaci, furnici, păianjeni, ortoptere (greieri), blatodee, chilopode și diplopode. De asemenea, se hrănesc în mod regulat cu râme.

## Reproducerea
Sunt probabil monogame. Femelele au două perechi de mamelă și nasc 2 pui.

## Starea de conservare
Este o specie relativ comună și nu este amenințată cu dispariția în prezent.

## Importanța
Nu are importanță economică.